# Man, the State, and War

Man, the State, and War est un ouvrage de Kenneth Waltz, tiré de sa thèse de doctorat, paru en 1959. Il continue à avoir de l'influence au sein de la discipline des Relations internationales, notamment en établissant les trois "images" des RI, ou les trois niveaux d'analyse que propose Waltz pour analyser les conflits internationaux : l'individu, l'État et le système international. Fidèle à sa vocation de néoréaliste, c'est ce troisième niveau, celui du système international, que favorise Waltz.
L'ouvrage est considéré comme une démonstration convaincante de « l'utilité d'un recours aux théories des grands écrivains du passé ».